# Dekselse Dames
Dekselse Dames was een Nederlands kookprogramma van Omroep MAX, dat van 2008 tot 2011 werd uitgezonden op televisie.
In het programma gingen oorspronkelijk Lenie Pronk en Doortje Klawer bij instellingen op bezoek om huishoudelijke tips te geven. Er werd gekookt bij de koks die bij de organisatie werken. De dames vervoerden zich altijd in een busje van Volkswagen naar hun bestemming. Klawer gaf er verder huishoudtips aan de kijkers. In 2010 werd Lenie Pronk vervangen door Charlotte Hendrix.